# San Giorgio Scarampi
San Giorgio Scarampi là một đô thị ở tỉnh Asti vùng Piedmont thuộc Ý, nằm ở vị trí cách khoảng 70 km về phía đông nam của Torino và khoảng 30 km về phía nam của Asti. Tại thời điểm ngày 31 tháng 12 năm 2004, đô thị này có dân số 122 người và diện tích là 6,0 km².
San Giorgio Scarampi giáp các đô thị: Olmo Gentile, Perletto, Roccaverano và Vesime.